# Карпенето
Карпенето (італ. Carpeneto, п'єм. Carpnèj) — муніципалітет в Італії, у регіоні П'ємонт,  провінція Алессандрія.
Карпенето розташоване на відстані близько 450 км на північний захід від Рима, 85 км на південний схід від Турина, 27 км на південь від Алессандрії.
Населення — 993 особи (2014).
Щорічний фестиваль відбувається 23 квітня. Покровитель — святий Юрій.

## Демографія
Населення за роками:

Станом на 1 січня 2023 року в муніципалітеті офіційно проживало 58 іноземців з 16 країн, серед них 27 громадян країн Євросоюзу.

## Сусідні муніципалітети
- Монтальдо-Борміда
- Овада
- Предоза
- Рокка-Гримальда
- Сеццадіо
- Тризоббіо
- Аккуї-Терме